# Gare de Russ - Hersbach
Gare de Russ - Hersbach vasútállomás Franciaországban, Russ településen.

## Vasútvonalak
Az állomást az alábbi vasútvonalak érintik:
- Strasbourg–Saint-Dié-vasútvonal

## Kapcsolódó állomások
A vasútállomáshoz az alábbi állomások vannak a legközelebb:
- Gare de Schirmeck - La Broque
- Gare de Wisches